# Fabienne Chaudat
Fabienne Chaudat est une actrice française née le 1er juillet 1959 à Dole (Jura).

## Biographie
Fabienne Chaudat commence sa carrière au théâtre en suivant les cours du conservatoire de Lyon puis à partir de 1984, les cours de Jean-Laurent Cochet. Elle a notamment joué dans de nombreux films comme Le Fabuleux Destin d'Amélie Poulain, Malabar Princess, Les Profs en 2013 de Pierre-François Martin-Laval ou encore Yves Saint Laurent.
C’est au théâtre qu’on la retrouve le plus souvent  avec plus d’une trentaine de pièces, dont « Le dindon » et « Tailleurs pour dames » mise en scène par Bernard Murat ou encore « Le bouffon du président » mise en scène par Olivier Lejeune.
En 2010, elle est nommée aux Molières dans un second rôle pour Colombe,
Depuis 2015, elle est à l’affiche de « Et pendant ce temps Simone veille ! », une pièce de théâtre, jouée plus de 700 fois devant plus de 100 000 spectateurs, qui retrace la vie de 3 jeunes femmes sur 4 générations. Avec cette pièce nous (re)découvrons cette quête d'une égalité hommes / femmes qui s'est faite à force de combats, de désirs et de doutes.
Elle retrouve souvent, sur les planches ou au cinéma, le comédien Urbain Cancelier, comme dans La Séance d'Edouard de la Poëze ou encore dans Le Dindon, Malabar princess, où il n'est autre que son mari.

## Filmographie

### Cinéma
- 1985 : Vaudeville de Jean Marboeuf : une dame de la valse
- 1986 : Insécurité, court-métrage de Olivier Schatzky
- 1988 : Corentin ou les Infortunes conjugales de Jean Marbœuf : Elizabeth - Germaine
- 1988 : Surcharge, court-métrage de Christophe Jacrot
- 1988 : Une affaire de femmes de Claude Chabrol : une patiente
- 1988 : La Petite Amie de Luc Béraud : une vendeuse
- 1989 : Divine Enfant de Jean-Pierre Mocky
- 1989 : Bille en tête de Carlo Cotti : la joueuse de bridge
- 1989 : Romuald et Juliette de Coline Serreau : Madame Salgado
- 1991 : La Totale ! de Claude Zidi : la comptable
- 1993 : Pétain de Jean Marbœuf : Bella
- 1993 : Hélas pour moi de Jean-Luc Godard : maman vidéo
- 1993 : Le Tronc de Karl Zéro et Bernard Faroux : la religieuse
- 1994 : La Vengeance d'une blonde de Jeannot Szwarc : la domestique
- 1994 : La Fille de d'Artagnan de Bertrand Tavernier : Sœur Frédégonde
- 1995 : Le Roi de Paris de Dominique Maillet : Angèle
- 1995 : Les Anges Gardiens de Jean-Marie Poiré
- 1996 : Temps de chien de Jean Marbœuf : Pétronille Dubreuil
- 1997 : Tenue correcte exigée de Philippe Lioret : Rose Duchemin
- 1999 : Le Derrière de Valérie Lemercier : Josy
- 2001 : Le Fabuleux Destin d'Amélie Poulain de Jean-Pierre Jeunet : la femme dans le coma
- 2001 : Ce qui compte pour Mathilde de Stéphanie Murat : La fleuriste, court métrage
- 2004 : Malabar Princess de Gilles Legrand : Odette
- 2004 : Madame Édouard de Nadine Monfils : Mimi
- 2005 : Poids plume, court-métrage de Nolwenn Lemesle
- 2005 : Combien tu m'aimes ? de Bertrand Blier : une collègue de François
- 2006 : Mon meilleur ami de Patrice Leconte : Épouse Lebinet
- 2008 : Enfin veuve d'Isabelle Mergault : une voisine
- 2008 : La Jeune Fille et les Loups de Gilles Legrand : la postière
- 2013 : Les Profs de Pierre-François Martin-Laval : la secrétaire de l'inspecteur d'académie
- 2014 : Yves Saint Laurent de Jalil Lespert : Dame Dior
- 2014 : La Séance, court métrage d'Edouard de La Poëze : Juliette
- 2020 : Miss de Ruben Alves : maîtresse d'école
- 2022 : En attendant Bojangles de Régis Roinsard : Marie-Françoise, une femme au cocktail mondain
- 2024 : Le Dernier des Juifs de Noé Debré : La maire

### Télévision
- 1988 : Les Cinq Dernières Minutes Crime blanc bleu de Louis Grospierre
- 1990 : Le Soulier magique de Tom Clegg : la réceptionniste
- 1991 : Les Dessous de la passion de Jean Marbœuf : Sonia
- 1991 : La Florentine de Marion Sarraut : la Pippa
- 1993 : Clovis - les derniers courriers de la mort - de François Leterrier
- 1994 : Le Fils du cordonnier de Hervé Baslé
- 1994 : Les Deschiens de Jérôme Deschamps et Macha Makeïeff
- 1996 : L'Allée du roi de Nina Companeez
- 1996 : Les Cinq Dernières Minutes (épisode Le quincaillier amoureux) : Marie
- 2002 : Les Enquêtes d'Éloïse Rome (épisode D'une valeur inestimable) : Nicole
- 2004 : Un vieil ami de Jean-Daniel Verhaeghe
- 2007 : Voici venir l'orage... de Nina Companeez
- 2007 : Le Clan Pasquier de Jean-Daniel Verhaeghe : la boulangère
- 2010 : Les Bougon (série) : Valérie
- 2010 : Notre Dame des barjots d'Arnaud Sélignac : Bibou
- 2010 : Contes et nouvelles du XIXe siècle : L'Affaire Blaireau de Jacques Santamaria : la marchande
- 2011 : Fais danser la poussière de Christian Faure : Mlle Joséphine
- 2013 : Trois Femmes en colère de Christian Faure : la mère de Sébastien
- 2013 : Arrête Maman de Hervé Hiolle, épisode pilote
- 2018 : Qu'est-ce qu'on attend pour être heureux ? d' Anne Giafferi : Madame Trogneux

## Théâtre
De nombreuses pièces depuis 1985.
- 1985 : Doit-on-le-dire ? d'Eugène Labiche, mise en scène Jean Laurent Cochet
- 1985 : L'Île au trésor de Robert Louis Stevenson, mise en scène Michel Valmer
- 1989 : La Puce à l'oreille de Georges Feydau, mise en scène J. Bœuf et Alain Terrat
- 1990 : La Dame de chez Maxim de Georges Feydeau, mise en scène Bernard Murat
- 1992 : Les Brigands de Jacques Offenbach, mise en scène Jérôme Deschamps
- 1993 : Les Pieds dans l'eau de et mise en scène Jérôme Deschamps
- 1994-1995: On purge bébé de Georges Feydeau, mise en scène Bernard Murat
- 1997 : Cyrano de Bergerac d'Edmond Rostand, mise en scène Pino Micol
- 1998 : La Fille de madame Angot (lyrique), mise en scène Stéphane Verrue, direction musicale Dominique My
- 2001- 2002 : Le Nouveau Testament de Sacha Guitry, mise en scène Bernard Murat : Mlle Morot, la secrétaire
- 2002 - 2003: Chacun sa vérité de Luigi Pirandello, mise en scène Bernard Murat
- 2004 - 2005: Déviation obligatoire de Philippe chevalier
- 2006 : Lune de miel de Noël Coward, mise en scène Bernard Murat
- 2007 : Victor ou les Enfants au pouvoir de Roger Vitrac, mise en scène Alain Sachs
- 2008 : Clérambard de Marcel Aymé, mise en scène Nicolas Briançon : Madame Galuchon
- 2008 : La valse des pinguins de Patrick Haudecœur, mise en scène Jacques Décombe
- 2008 : Tailleur pour dames de Georges Feydeau, mise en scène Bernard Murat : Madame d'Herblay[7]
- 2010 - 2011: Au nom du fils de Alain Cauchi, mise en scène Étienne Bierry
- 2010 : Colombe de Jean Anouilh, mise en scène Michel Fagadau, Comédie des Champs-Élysées : Madame Georges (nommée pour le Molière de la comédienne dans un second rôle)
- 2011 : Colombe de Jean Anouilh, mise en scène Michel Fagadau, tournée : Madame Georges
- 2011 : Le Paradis sur terre de Tennessee Williams, mise en scène Emmanuel Murat
- 2012 : Le Dindon de Georges Feydeau, mise en scène Bernard Murat, Théâtre Édouard-VII : Madame Pinchard
- 2013 : La Folle de Chaillot de Jean Giraudoux, mise en scène Didier Long, Comédie des Champs-Élysées
- 2014 : Le Bouffon du Président de et mise en scène Olivier Lejeune, tournée : Roseline
- 2015 : Et pendant ce temps Simone veille ! de Trinidad, mise en scène Gil Galliot, Studio Hébertot, Théâtre Fontaine : Simone
- 2015 - 2020 : Et pendant ce temps Simone veille ! de Trinidad, mise en scène Gil Galliot, tournée, Avignon off : Simone
- 2017 : Silence, on tourne! de Patrick Haudecoeur, mise en scène Patrick Haudecoeur, Théâtre Fontaine
- 2021 : Et pendant ce temps Simone veille ! de Trinidad, mise en scène Gil Galliot
- 2022 : Et pendant ce temps Simone veille ! de Trinidad, mise en scène Gil Galliot, tournée

## Distinctions
- 2010 : nomination au Molière de la comédienne dans un second rôle pour Colombe